# 危機 (1979年電影)
《危機》（英語：The China Syndrome）是一部1979年的美國驚悚片，由詹姆斯·布列治執導，珍·芳達、積·林蒙及米高·德格拉斯等主演。其英文片名“The China Syndrome”源自曾參與曼哈頓計劃(1942–1946)的美國物理學家拉爾夫·拉普於1971年提出的“中國症候群”概念（China Syndrome），大意為如果美國的核電廠發生不可挽救的爐芯熔解，灼熱的核燃料熔液會熔解一切物質並穿透地殼、地幔和地心，直達在地球上位於美國“下方”的中國)。
電影描述一名女記者和她的攝影師無意中發現了一間核子發電廠接近「核心熔毀」的緊急意外，打算將發現的安全問題公諸於世，卻遭到欲掩蓋真相的發電廠人員諸多留難、甚至生命威脅、殺害道出事實的資深工程師的故事。
電影當年入圍包括最佳男、女主角、最佳原創劇本和最佳藝術指導等數項奧斯卡金像獎，並於第32屆康城電影節上獲提名金棕榈奖，並由積·林蒙榮獲電影節的最佳男主角獎。電影亦入選美國電影學會的AFI百年百大驚悚電影。

## 演員
- 珍·芳達 飾 甘琵莉·韋絲（Kimberly Wells）
- 積·林蒙 飾 積克·葛德（Jack Godell）
- 米高·德格拉斯 飾 李察·亞丹斯（Richard Adams）

## 另見
- 三哩岛核泄漏事故：電影上映12天後，三哩島核洩漏事故發生，令電影在美國家傳戶曉
- 切尔诺贝利核事故
- 福島核事故：2011年日本東北地方太平洋近海地震後，重新喚回人們對這部預警電影的記憶與討論

## 外部連結
- 互联网电影数据库（IMDb）上《危機》的资料（英文）
- 爛番茄上《危機》的資料（英文）